# Arpajon
Arpajon este o comună franceză situată în departamentul Essonne, în regiunea Île-de-France.
Din castrul galo-roman devenit Chastres (numit și Chastres-sous-Montlhéry) în 250, situat pe importantul drum de la Paris la Orléans, bogatul teritoriu de grădinărit din inima Hurepoix-ului a devenit Arpajon, seniorie a puternicului mareșal Philippe de Noailles. Legată de capitală încă din a doua jumătate a secolului al XIX-lea prin linia Paris-Arpajon și prin linia Brétigny-Tours, a devenit atât un loc de vacanță, cât și un important centru industrial și agricol.
Deși teritoriul său este de dimensiuni modeste, continuă să influențeze regiunea Arpajon și comunele vecine asociate, care odinioară făceau parte integrantă, Saint-Germain-lès-Arpajon și La Norville. Fiind tot mai legată de aglomerația pariziană, a reușit să-și conserve patrimoniul, tradițiile și oferă un cadru de viață plăcut la aproximativ treizeci de minute de Paris.

## Geografie

### Localizare
Comuna Arpajon se află în departamentul Essonne, în regiunea Île-de-France. Este situată în marea aglomerație pariziană, în inima departamentului său și a regiunii naturale Hurepoix, la 33,76 km pe șosea sud-vest de Paris-Notre-Dame, punctul zero al drumurilor din Franța, la 18,50 km sud-vest de Évry-Courcouronnes, prefectura departamentului, la 19,15 km sud de Palaiseau, la 24,24 km sud-vest de Corbeil-Essonnes și la 20,07 km nord-est de Étampes.
Arpajon se află la confluența a trei regiuni geografice: Hurepoix, la nord; Brie, la est; și Beauce, la sud-vest. Este situată de-a lungul văii râului Orge, la confluența cu Rémarde.
Orașul este capitala regiunii Arpajonnais, care se întinde de la Breuillet la vest până la Brétigny-sur-Orge la est și de la Leuville-sur-Orge la nord până la Cheptainville la sud.

### Comune limitrofe
| Ollainville | Saint-Germain-lès-Arpajon | Saint-Germain-lès-Arpajon             |
| Ollainville |                           | Saint-Germain-lès-Arpajon La Norville |
| Égly        | Avrainville               | La Norville                           |

### Geologie și relief

#### Geologie

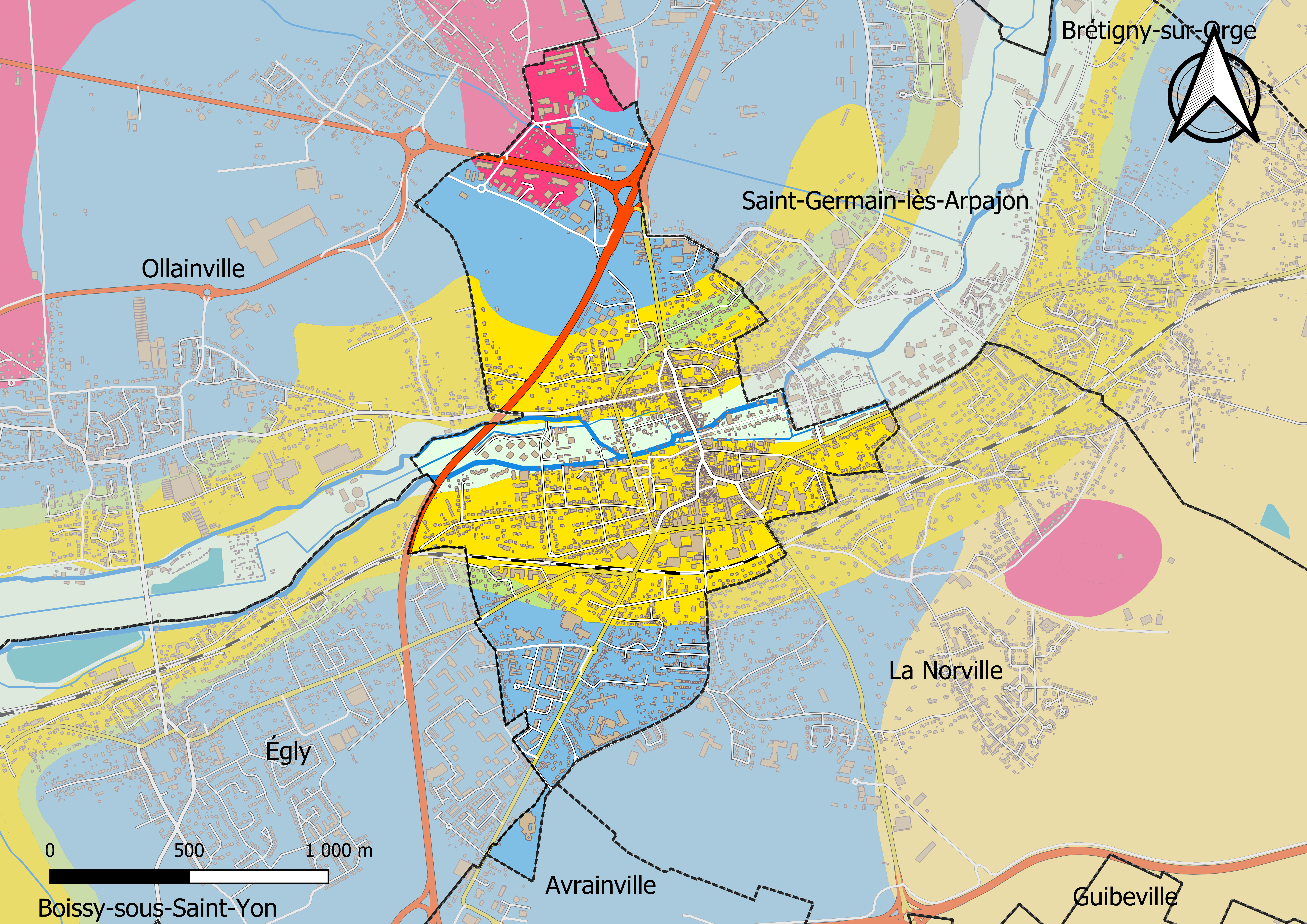
Harta geologică a comunei.

Comuna se situează în sudul Bazinului Parisian, cel mai mare dintre cele trei bazine sedimentare franceze. Această vastă depresiune, ocupată în trecut de mări puțin adânci și lacuri, a fost umplută, pe măsură ce fundamentul său se prăbușea, cu nisipuri și argile, provenite din eroziunea reliefului înconjurător, precum și cu calcare de origine biologică, formând astfel o succesiune de straturi geologice.
Straturile care ies la suprafață pe teritoriul comunei sunt constituite din formațiuni superficiale din Cuaternar și din roci sedimentare datând din Neozoic, era geologică cea mai recentă pe scara timpului geologic, începând acum 66 de milioane de ani. Cele mai vechi sunt: argila verde, argile cu Cyrènes și/sau marne verzi și albe (argila verde de Romainville), datând din epoca Oligocen din perioada Paleogen. Cele mai recente sunt: coluvii de versant și de fund de vale, datând din epoca Holocen din perioada Cuaternar. Descrierea acestor straturi este detaliată în foile „nr. 219 - Corbeil-Essonnes” și „nr. 257 - Etampes” din Essonne și notele lor asociate.
Teritoriul comunei se află la limita zonelor geologice de calcar ale Bazinului Parisian și de nisip ale Beauce, cu, în extremitatea nordică, vestigii ale carierelor de gresie.
Orașul este construit parțial pe depozitele de limon ale râurilor Orge și Rémarde. Aceste luturi, recente la scară geologică (mai puțin de un milion de ani), formează un strat sedimentar superficial care se sprijină pe formațiuni geologice mai vechi. Sub stratul sedimentar superficial se găsesc nisipurile și gresiile de Fontainebleau, datând din etajul geologic Rupelian, care ies la suprafață în nordul comunei. Sub stratul de gresie se întâlnesc calcarele de Brie și piatră care se găsesc la suprafață în solul platourilor nord și sud ale comunei. Aceste diferite roci, gresie și piatră meulieră, au fost utilizate pe scară largă în construcția clădirilor orașului.

#### Relief
Suprafața cadastrală a comunei publicată de INSEE, care servește drept referință în toate statisticile, este de 2,4 km²,. Suprafața geografică, provenită din BD Topo, componentă a Referinței la scară mare produsă de IGN, este de 2,35 km². Relieful său este relativ plat, deoarece denivelarea maximă atinge 42 de metri. Altitudinea teritoriului variază între 47 m și 89 m.
Centrul orașului este situat în valea râului Orge, la aproximativ patruzeci și șapte de metri altitudine, dar teritoriul se extinde la nord și la sud și se ridică rapid spre platoul Avrainville la sud sau La Norville la est și primele înălțimi ale colinei Linas la nord, ceea ce obligă la urcare pentru a ieși din comună. Punctul culminant al comunei, la optzeci și nouă de metri, este situat în zona de activitate nordică Butte-aux-Grès, în apropierea pădurii Linas. Această situație închisă determină, printre altele, prezența incongruentă a antenelor de recepție a televiziunii, uneori la zece metri deasupra acoperișurilor.

### Hidrografie

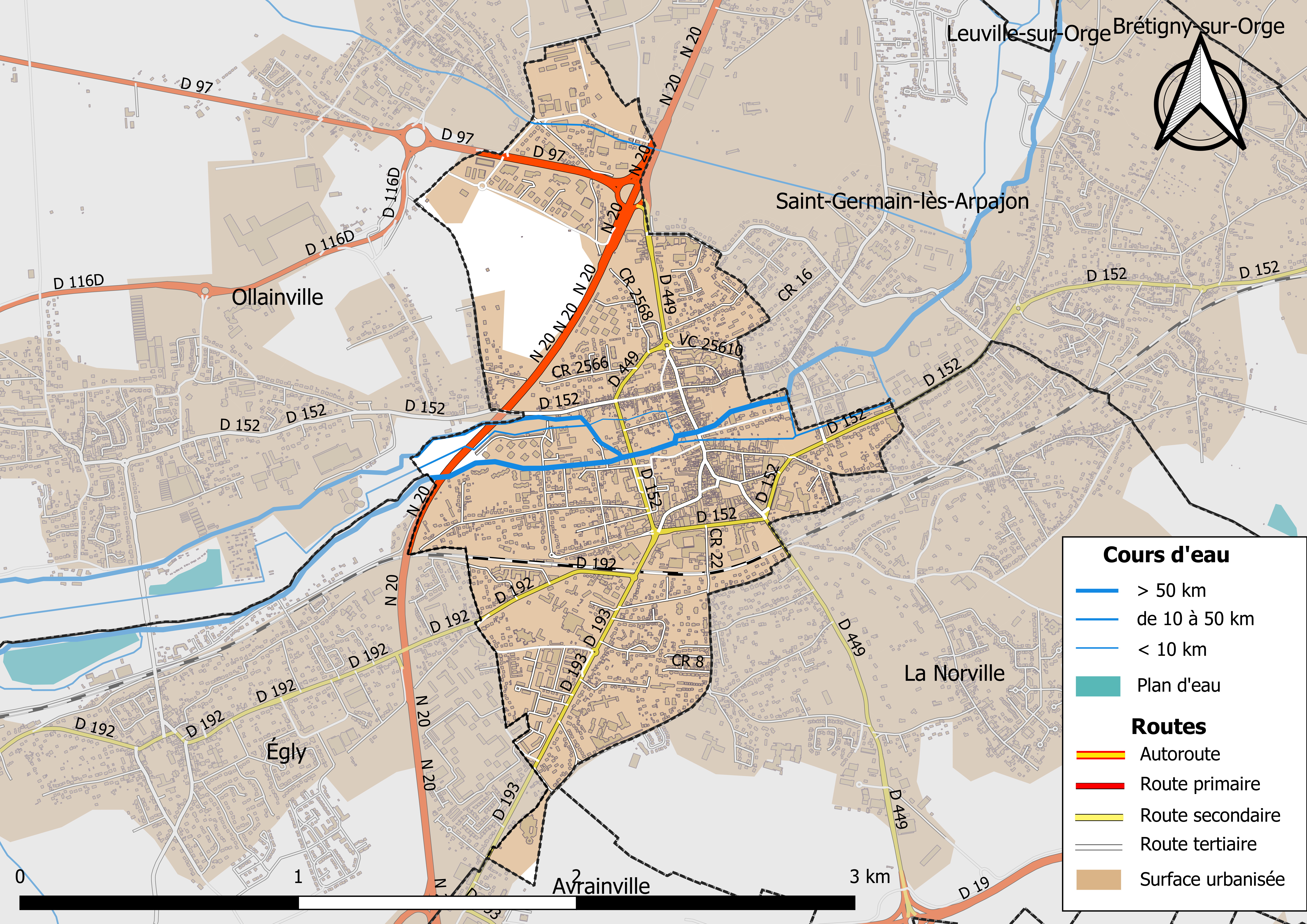
Hartă a rețelelor hidrografice și rutiere din Arpajon.

Arpajon se află la confluența râurilor Rémarde și Orge, care se unesc în centrul orașului. Pe teritoriul comunei, cele două râuri evoluează în paralel, Rémarde venind dinspre sud-vest de la Ollainville și mai la sud, Orge venind din Égly, ambele cursuri de apă îndreptându-se spre nord-est.
În aval, râul Orge se împarte de două ori în brațe diferite - numite boëlles - care confluează ulterior, formând mici insule.
Nivelul apei este acum reglementat de baraje gestionate de două sindicate, SIBSO (bazinul superior al râului Orge) și SIVOA (valea aval a râului Orge).

### Climă
În 2010, clima comunei este de tipul climatului oceanic degradat al câmpiilor din Centru și Nord, conform unui studiu al Centrului Național de Cercetare Științifică (CNRS) pe baza unui set de date care acoperă perioada 1971-2000 bazat pe o serie de date din perioada 1971-2000. În 2020, Météo-France a publicat o tipologie a climatului pentru Franța metropolitană, în care comuna este expusă unui climat oceanic și se află în regiunea climatică Sud-vest a bazinului Parisian, caracterizată printr-o ploaie redusă, în special primăvara (120-150 mm) și un iarnă rece (3,5 °C).
Pentru perioada 1971-2000, temperatura anuală medie este de 11,6 °C, cu o amplitudine termică anuală de 15,3 °C. Cumulul anual mediu de precipitații este de 666 mm, cu 10,4 zile de precipitații în ianuarie și 7,9 zile în iulie. Pentru perioada 1991-2020, temperatura medie anuală observată la stația meteorologică Météo-France cea mai apropiată, situată în comuna Brétigny-sur-Orge la 5 km distanță, este de 11,9 °C, iar cumulul anual mediu de precipitații este de 628,9 mm.
Parametrii climatici ai comunei au fost estimați pentru mijlocul secolului (2041-2070) conform diferitelor scenarii de emisie de gaze cu efect de seră, bazate pe noile proiecții climatice de referință DRIAS-2020. Aceștia pot fi consultați pe un site dedicat publicat de Météo-France în noiembrie 2022.

### Medii naturale și biodiversitate
Deși 80% din teritoriul comunei este construit, există câteva parcuri și grădini publice. Cel mai vechi, situat pe strada Henri Barbusse nr. 4, a fost amenajat în secolul al XIX-lea. Alte cinci parcuri înfrumusețează orașul: parcul Chevrier, parcul Freising, parcul 100, Grande-rue, parcul Théophile-Guesdon și parcul Rémarde. Malurile râurilor Rémarde și Orge sunt încă ocupate pe cea mai mare parte de spații naturale.
Partea nord-vestică a comunei este încă ocupată de terenuri cultivate, amintind de caracterul agricol al comunei, specializată în legumicultură.

## Urbanism

### Tipologie
La 1 ianuarie 2024, Arpajon este clasificată ca mare centru urban, conform noii grile comunale de densitate cu șapte niveluri definită de INSEE (Institutul Național de Statistică și Studii Economice) în 2022. Aceasta aparține unității urbane a Parisului, o aglomerație inter-departamentală care cuprinde 407 comune, dintre care face parte ca o comună din suburbii. În plus, comuna face parte din aria metropolitană a Parisului, fiind una dintre comunele de la periferie, această zonă reunind 1.929 de comune.

### Căile de comunicație și transporturile

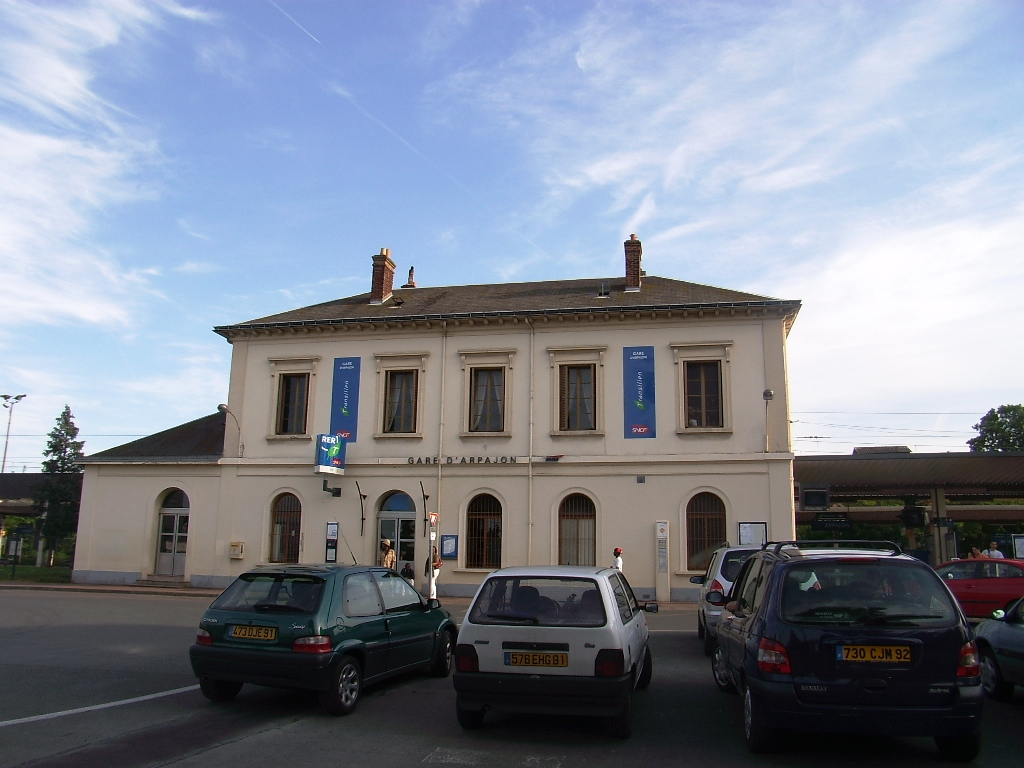
Gara Arpajon.

Axa principală a teritoriului rămâne drumul național 20, care ocolește centrul orașului printr-o deviție la vest din 1956 și traversează Arpajon de la nord la sud. Comuna este, de asemenea, punctul de convergență a trei drumuri departamentale importante ale departamentului: drumul departamental 116 care duce la Dourdan la vest, drumul departamental 449 care duce la La Ferté-Alais la sud și drumul departamental 152 care duce la Brétigny-sur-Orge la est și Limours la vest, dublat de drumul departamental 97 tot spre Limours. Se adaugă drumul departamental 192 care servește drept drum rapid pentru ceea ce tinde să devină aglomerația Arpajon-Égly-Breuillet, drumul departamental 193 care o leagă de drumul departamental 19. În cele din urmă, comuna este situată la patru kilometri sud de Francilienne, o axă regională majoră care permite accesul rapid la autostrăzile A10 și A6.
Comuna este, de asemenea, traversată de la est la vest de linia Brétigny - Tours, utilizată de linia C4 a RER cu un terminus la Dourdan - La Forêt și un acces la capitală. Are pe teritoriul său gara Arpajon, deservită de două trenuri pe oră și pe sens în afara orelor de vârf, până la patru în orele de vârf (în sensul vârfului).
Aeroportul Paris-Orly este situat la doar 18 kilometri, ușor accesibil prin drumul național 20, iar aeroportul Paris-Charles-de-Gaulle se află la 51 kilometri. Pentru traficul privat și de agrement, aeroportul Étampes Mondésir se află la 27 kilometri.

## Toponimie
Castra, Castra vico (pe o monedă merovingiană), Castrinse territorium, Chastres în jurul anului 250, Châtres, Châtres-sous-Montlhéry în secolul al XVII-lea, Castra Arpajonis în secolul al XVIII-lea.
Galo-romanii au amplasat un castru pentru a supraveghea trecerea râului Orge pe drumul dintre Lutetia și Cenabum (Orléans), castru care a devenit Chastres în jurul anului 250, apoi Châtres (uneori Châtres-sous-Montlhéry) în secolul al XVII-lea odată cu reforma ortografiei și apariția accentului circumflex în locul literei „s” mută. Chastres ar putea semnifica și „țara râurilor” în „limba barbarilor”. Chastres, vechiul nume al orașului Arpajon, provine din latinescul castrum, care înseamnă loc fortificat.
În 1720, Ludovic al VI-lea, din familia Arpajon din Rouergue, cumpără marchizatul de Châtres. Obține de la regentul Filip de Orléans privilegiul de a da numele său orașului, care devine Arpajon, răspândind forțat noul nume prin bătaia țăranilor care aveau nefericirea de a răspunde Châtres la întrebarea „unde locuiești?”.[36] În 1794, Philippe de Noailles și soția sa, Anne Claude Louise d'Arpajon, prima doamnă de onoare a Mariei Antoaneta, sunt ghilotinați; în 1793, comuna a luat numele de Franc-val sau Francval, pentru a reveni rapid la Arpajon.

## Istorie

### Antichitate
În epoca Galiei romane, un castru este instalat la intersecția dintre drumul de la Lutetia la Cenabum și râul Orge în vale, pe ceea ce era teritoriul tribului Parisii. Descoperirea în 1960 a unor vestigii, în special a unui cimitir galo-roman, certifică această ocupație antică. Evoluția numelui spre Chastres este uneori datată în jurul anului 250[38]. Două monumente megalitice subsistă, unul în parcul bibliotecii, celălalt aproape de Rémarde; o inscripție în limba galică a fost găsită în 1947 și este conservată la muzeul municipal din Saint-Germain-en-Laye.

### Evul Mediu, târgul din Chastres-sous-Montlhéry
În secolul al X-lea, o primă biserică este construită în sat, dar este repede ruinată. În 1006, este încredințată de Renaud de Vendôme, episcop de Paris, călugărilor benedictini de la abația Saint-Maur, care reconstruiesc biserica, clopotnița și o consacră papei Clement I. Ei adaugă un claustru, un priorat și un hambar pentru dijmă.
Un document datat din 1265 atestă prezența la Arpajon a unui hôtel-Dieu pentru cazarea călătorilor și a nevoiașilor. Există, de asemenea, mai multe mori pe râurile Orge și Rémarde. Orașul este fortificat și are atunci cinci porți.
În 1317, Pierre de Chastres este înmormântat în biserica parohială. În 1360, în timpul Războiului de 100 de Ani, orașul este asediat de regele Eduard al III-lea al Angliei, iar biserica, unde se refugiaseră opt sute de persoane, este incendiată, fără a lăsa niciun supraviețuitor.
În 1470, senioria de Chastres aparține seniorului de Marcoussis. În iulie 1470, regele Ludovic al XI-lea autorizează, prin scrisorile sale patente, pentru consilierul și camerlanul său Jean de Graville, două zile de târg la Chastres-sous-Montlhéry. Louis Malet de Graville construiește o hală la intersecția drumurilor de la Paris la Étampes și de la Dourdan la Corbeil.

### Epoca modernă, de la Chastres la Arpajon

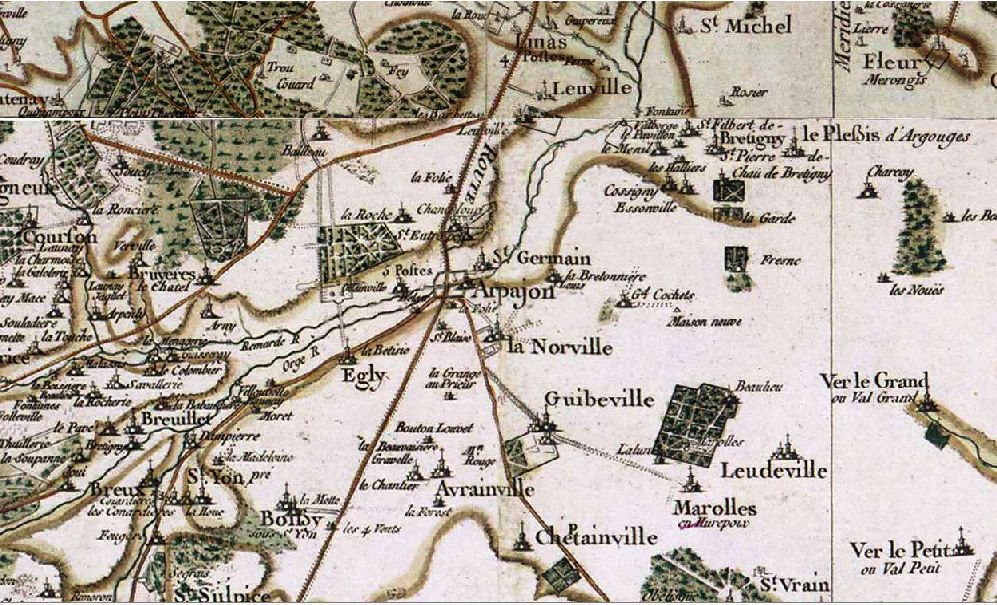
Harta Arpajon conform lui Cassini (secolul al XVIII-lea).

În 1510, călugării, datorită generozității familiilor Graville și Montagu, inițiază renovări importante la biserică, iar în 1542 este creată subdelegația Chastres atașată generalității Parisului. În 1545, senioria de Chastres devine independentă.
În 1643 este turnat clopotul numit Antoinette. Pe 28 aprilie 1652, Turenne își staționează trupele la „Chastres” pentru a proteja curtea de la Saint-Germain înainte de a mărșălui spre Étampes pe 3 mai.
În 1717, hôtel-Dieu este complet reconstruit. În 1720, Louis de Sévérac, marchiz de Arpajon, din marea casă de Arpajon, îl cumpără și obține de la Filip de Orléans privilegiul de a da numele său comunei. Totuși, răspândirea este lentă, iar țăranii care refuză să abandoneze numele de Châtres sunt bătuți. Se angajează, de asemenea, să reducă impozitele senioriale timp de doi ani. Din această familie provine o parte din blazonul orașului. În 1733, dă ordin să fie dărâmată vechea poartă a orașului din nord, prea îngustă pentru numeroasele care, și ridică în loc doi pilaștri, actuala poartă a Parisului. Moare pe 21 august 1736 și este înmormântat în corul bisericii parohiale.
În 1782, Benjamin Franklin instalează un paratrăsnet pe fleșa bisericii Saint-Clément.

### Revoluția Franceză și Imperiul

#### Revoluția Franceză, Arpajon devine Francval
În timpul Revoluția Franceză, comuna a ales să poarte numele de Francval. Exista obiceiul de a da numele locului de botez ca al doilea sau al treilea prenume: astfel, un băiat a fost numit Francval în anul II.

#### Napoleon I și Josephine la Arpajon
Castelul este vândut în 1802 și demolat. În 1800 este creat cantonul Arpajon, pe atunci atașat arondismentului Corbeil din departamentul Seine-et-Oise. În 1806, Napoleon I și împărăteasa Josephine vizitează orașul și oferă altarul principal al bisericii.

### Epoca contemporană

#### Lucrări de urbanism în secolul al XIX-lea
În 1833 este inaugurat un mare oficiu de poștă și telegraf.
În a doua jumătate a secolului al XIX-lea are loc deschiderea bulevardului Gării, inaugurarea în 1865 a gării Arpajon și construirea de vile de vacanță.
În 1868, comuna își construiește o primărie în locul castelului seniorial, apoi, în 1889, cumpără pagoda prezentată de Tonkin la expoziția universală de la Paris.

#### Industrie și cale ferată în a doua jumătate a secolului al XIX-lea
În 1851, frații Martin, originari din Limoges, înființează o fabrică de pantofi care, în 1900, angajează patru sute cincizeci de adulți și aproximativ cincizeci de copii. Este cumpărată de pantofii André în 1920 și își închide definitiv porțile în 1956.
În același an este creată „Compagnie de chemin de fer sur route de Paris à Arpajon”, care deschide în 1893 tronsonul Porte d'Orléans-Antony, apoi Antony-Longjumeau, Longjumeau-Montlhéry și, în sfârșit, în 1894, Montlhéry-Arpajon pentru transportul de călători.

#### Primul Război Mondial, un spital militar la Arpajon
În timpul Primului Război Mondial, casa Fenaille devine spitalul auxiliar al asociației Doamnelor Franței (HAADF) nr. 209, în timp ce casa Salavin devine HAADF nr. 283.

#### Prima jumătate a secolului al XX-lea, o perioadă industrială
În prima jumătate a secolului al XX-lea, comuna cunoaște dezvoltarea mai multor activități industriale care creează locuri de muncă pentru populația cantonului.
Alături de Regiile de gaz și electricitate (respectiv 1025 și 400 de abonați în 1925) care angajează o forță de muncă numeroasă, se dezvoltă întreprinderi private: Chaussures André (348 de muncitori în 1928, 427 de muncitori în 1938, 410 muncitori în 1950), Établissements Morel (32 de muncitori în 1928, 80 de muncitori în 1938, 48 de angajați și muncitori în 1950) pentru adezivi și produse pentru încălțăminte, Établissements Labord (10 muncitori în 1928, 17 angajați și muncitori în 1950) pentru adezivi industriali și șireturi, Chaussures Dressoir, Chaussures Aimont și Vve Depal, atelierul de încălțăminte Slim, Moteurs Constan (atelier de mecanică), o fabrică de nasturi (Castary).
S-au adăugat, de asemenea, Établissements Edgar Franck, care vor deveni Calorstat (54 de cadre, angajați și muncitori în 1950) pentru echipamente auto, Établissements Mercier (43 de angajați și muncitori în 1950 sub numele Mercier-Pincemaille) pentru lucrări publice, Les Entrepôts de l'Orge (36 de cadre, angajați și muncitori în 1950) pentru vinuri și băuturi spirtoase, Établissements Lagrange et Rondeau (34 de cadre, angajați și muncitori în 1950 sub numele de Lagrange) pentru structuri din lemn, Établissements Cherblanc (26 de cadre, angajați și muncitori în 1950) pentru încălțăminte de lux, Établissements Lissac (aproximativ 20 de persoane în 1950) pentru ochelari, Établissements Coret (13 cadre, angajați și muncitori) pentru feronerie, Établissements Sari (12 cadre, angajați și muncitori) pentru fosfați și numeroase întreprinderi artizanale care angajează mai puțin de 10 persoane.

#### Între cele două războaie mondiale
Pe 6 iulie 1924, pe lunga linie dreaptă a drumului național 20 dintre Arpajon și Torfou, René Thomas a stabilit un record de viteză terestră cu 230,47 km/h pe un Delage La Torpille, urmat pe 12 iulie 1924 de Ernest A. D. Eldridge care a mărit viteza la 234,98 km/h pe un Fiat SB4 „Mefistofele”[48]. În august 1930, Michel Doré a obținut recordurile mondiale la categoria opt cilindri, pe kilometru și pe milă cu start lansat, la peste 222 km/h pe un Panhard în timpul „Meeting des records”.
În 1934, Hôtel-Dieu a devenit un ospiciu în urma construirii unui prim spital în afara orașului.

#### Al Doilea Război Mondial
Pe 22 august 1944, prima coloană a diviziei a șaptea blindate americane (generalul Silvester Lindsay MacDonald), venind din Ollainville, eliberează comuna, provocând o bucurie generală în piața Primăriei și în place du Marché: încearcă fără succes o incursiune spre Montlhéry. La sfârșitul serii, un detașament al diviziei a doua blindate franceze (generalul Leclerc) — venind din Limours — condus de comandantul de Guillebon vine să recunoască situația pe drumul național 20 și petrece noaptea în locul numit la Montagne. Pe 23 august 1944, divizia a șaptea își continuă drumul spre est (Corbeil) pentru a ocoli Parisul. Detașamentul diviziei a doua blindate se întoarce, lăsând populația din Arpajon îngrijorată în ciuda prezenței Forțelor franceze din interior locale. Pe 24 august 1944, gruparea tactică V a diviziei a doua blindate comandată de colonelul Warabiot părăsește Rambouillet la răsăritul soarelui și ajunge la Arpajon în cursul dimineții: generalul Leclerc îl întâlnește pe Jacques Chaban-Delmas (ieșit clandestin din Paris) pe drumul național 20, în amonte de Arpajon. Comuna este definitiv eliberată.

#### Sportul la Arpajon în a doua jumătate a secolului al XX-lea
În 1955, o carieră situată în locul numit La Petite-Folie, la granița dintre comunele Arpajon și Saint-Germain-lès-Arpajon, este amenajată ca teren de motocross la inițiativa lui Roger Pinard, care deținea atunci un magazin de motociclete în La Montagne: el însuși și tânărul Georges Diani devin vedetele locale. Nu pot concura cu campionii naționali care se produc acolo, Rémy Julienne, care fondează ulterior o trupă de cascadori pentru cinema, Louis Meznarie, care devine preparator pentru cursa de 24 de ore de la Le Mans, Robert și Claire Adnet, tată și fiică, coechipieri la sidecar..., dar dispută acolo mai multe etape ale campionatului Franței.
Pe 23 aprilie 1977, Arpajon se află pe traseul Turului ciclist al Essonnei. Arpajon este, de asemenea, ultimul oraș etapă al Turului Franței din 1999, înainte de o etapă de o sută patruzeci și trei de kilometri spre Paris.

#### O economie orientată spre comerț și servicii în perioada postbelică
Comuna și-a pierdut rolul agricol (mai există doar trei exploatații) și industrial. Cu toate acestea, rămâne dotată cu un centru-oraș bogat în comerț de proximitate, reunit în jurul unei asociații de comercianți. Peste șase sute de firme sunt instalate în comună, dintre care aproape o treime sunt comerciale. În 2004, cincizeci și două de firme au fost create în comună. Două zone industriale reunesc majoritatea celorlalte structuri, Belles-Vues și Butte-aux-Grès, ambele situate în nordul comunei, la marginea drumului național 20.
Din 1985 până în 2009, un grefier al tribunalului de primă instanță a fost instalat în comună.

## Populația și societatea

### Date demografice
Evoluția numărului de locuitori este cunoscută prin recensămintele populației efectuate în comună începând din 1793. Pentru comunele cu mai puțin de 10 000 de locuitori, un recensământ al întregii populații este realizat la fiecare cinci ani, populațiile legale pentru anii intermediari fiind estimate prin interpolare sau extrapolare.
În 2022, comuna număra 11 503 locuitori, în creștere cu +12,48 % față de 2016 (Essonne: +2,89 %, Franța fără Mayotte: +2,11 %).
| An        | 1793  | 1821  | 1841  | 1851  | 1876  | 1886  | 1901  | 1921  | 1936  | 1962  | 1982  | 2006  | 2014   | 2022   |
| --------- | ----- | ----- | ----- | ----- | ----- | ----- | ----- | ----- | ----- | ----- | ----- | ----- | ------ | ------ |
| Populație | 1 988 | 2 173 | 2 234 | 2 094 | 2 779 | 2 851 | 2 904 | 3 221 | 4 069 | 5 935 | 7 999 | 9 668 | 10 582 | 11 503 |

## Cultură locală și patrimoniu

### Locuri si monumente
- Hala din Place du Marché, construită în 1470, lungă de treizeci și cinci de metri și lată de optsprezece, este clasificată ca monument istoric din 1921[54][55]. Trebuie remarcat că, pe 24 iunie 1911, un consilier municipal a reamintit că majoritatea consiliului municipal fusese aleasă pe baza unui program care includea demolarea halei din Place du Marché: s-a decis supunerea acestei idei unui referendum în rândul populației comunale, având în vedere costurile previzionate, referendum care nu a fost niciodată organizat[46].
- Biserica Saint-Clément, reconstruită în secolul al XVI-lea pe ruinele edificiului din secolul al XI-lea și remaniată în secolul al XIX-lea, este clasificată monument istoric din 1926[42]. Clopotul turnat în 1643, clasificat și el din 1944[56], sună în re. Se adaugă spălătoria construită în 1748 și mărită în 1824[57], poarta Paris, reamenajată în 1730 cu doi pilaștri de zece metri înălțime[58], o casă din secolul al XV-lea subsistă la numărul 12 din Place du Marché, având în curtea interioară o turelă din gresie din aceeași perioadă[59] și este clasificată monument istoric din 1966[60].
- Hôtel-Dieu, fondat în secolul al XII-lea pentru a adăposti pelerinii pe drumul spre Santiago de Compostela, a devenit spital în timpul Revoluției, dar a fost complet reconstruit între 1819 și 1852. Este încă folosit ca azil de bătrâni[61]. Se adaugă primăria construită în 1868[62], înfrumusețată de Place de l’Hôtel-de-Ville din 1776 și reamenajată în 1868, clasificată monument istoric din 1944[63].
- Mai multe reședințe ale notabililor sau de vilegiatură din secolele al XVIII-lea și al XIX-lea marchează importanța comunei la acea vreme, printre care cele de la numerele 18 din Place du Marché, 34 din bulevardul Aristide-Briand din 1884[64], 42 din bulevardul Aristide-Briand[65], 4 din strada Henri-Barbusse[66], 53 din strada de la Libération[67], 21 din strada Pasteur[68], vila Charlotte de la numărul 5 din bulevardul Jean-Jaurès[69], vila Marie-Louise de la numărul 18 din avenue Hoche și vila La Source de la numărul 2 din strada Henri-Barbusse, înfrumusețată cu o pagodă tonkineză cumpărată după Expoziția Universală din 1889. Această nouă comună de vilegiatură era accesibilă prin gara construită în 1864[70].
- În 1947 sunt construite băile publice, care au devenit tribunal de primă instanță între 1985 și 2009[71].

### Personalități
- Anne Claude Louise d'Arpajon (1729-1794), primă doamnă de onoare a Mariei Leszczyńska și a Mariei Antoaneta a Austriei, s-a născut în comună.
- Benjamin Franklin (1710-1790) a instalat în 1782 un paratrăsnet pe fleșa clopotniței bisericii Saint-Clément.
- Camille Danguillaume (1919-1950), ciclist, a murit în comună.
- François-Alexandre Galepidès, cunoscut sub numele de Moustache (1929-1987), muzician și actor, a murit în comună.
- Cécile Vassort (1941-), actriță franceză, s-a născut în comună.
- Wadeck Stanczak (1961-), actor, s-a născut în comună.
- Gaston Kelman (1953 -), scriitor franco-camerunez, autor al bestsellerului Je suis noir et je n'aime pas le manioc, s-a mutat în comună în ianuarie 2012.
- Jean-Luc Dompé (1995-), jucător de fotbal, s-a născut în comună.